# Принія рудощока
Принія рудощока (Malcorus pectoralis) — вид горобцеподібних птахів родини тамікових (Cisticolidae). Мешкає в Південній Африці. Це єдиний представник монотипового роду Рудощока принія (Malcorus).

## Опис

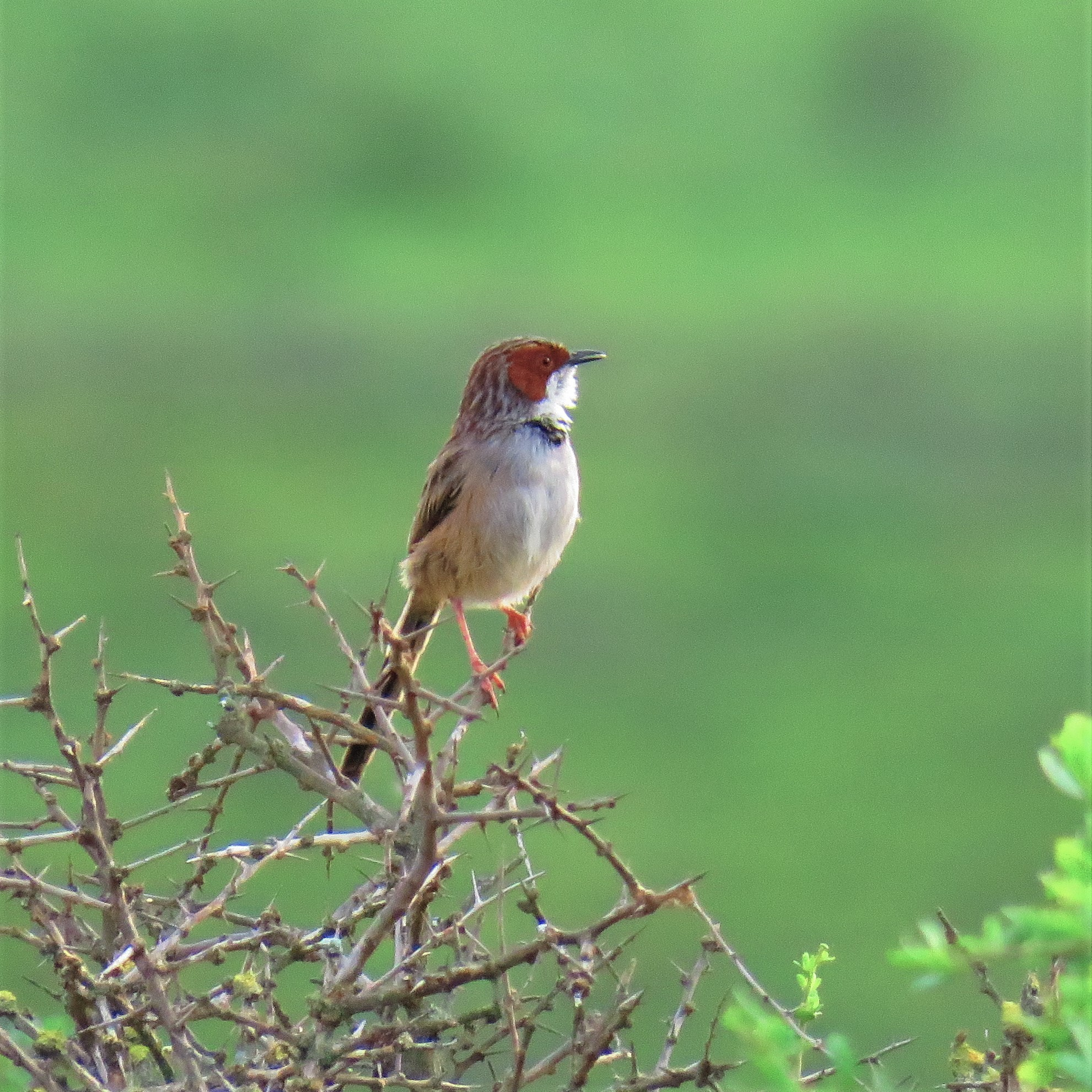
Рудощока принія

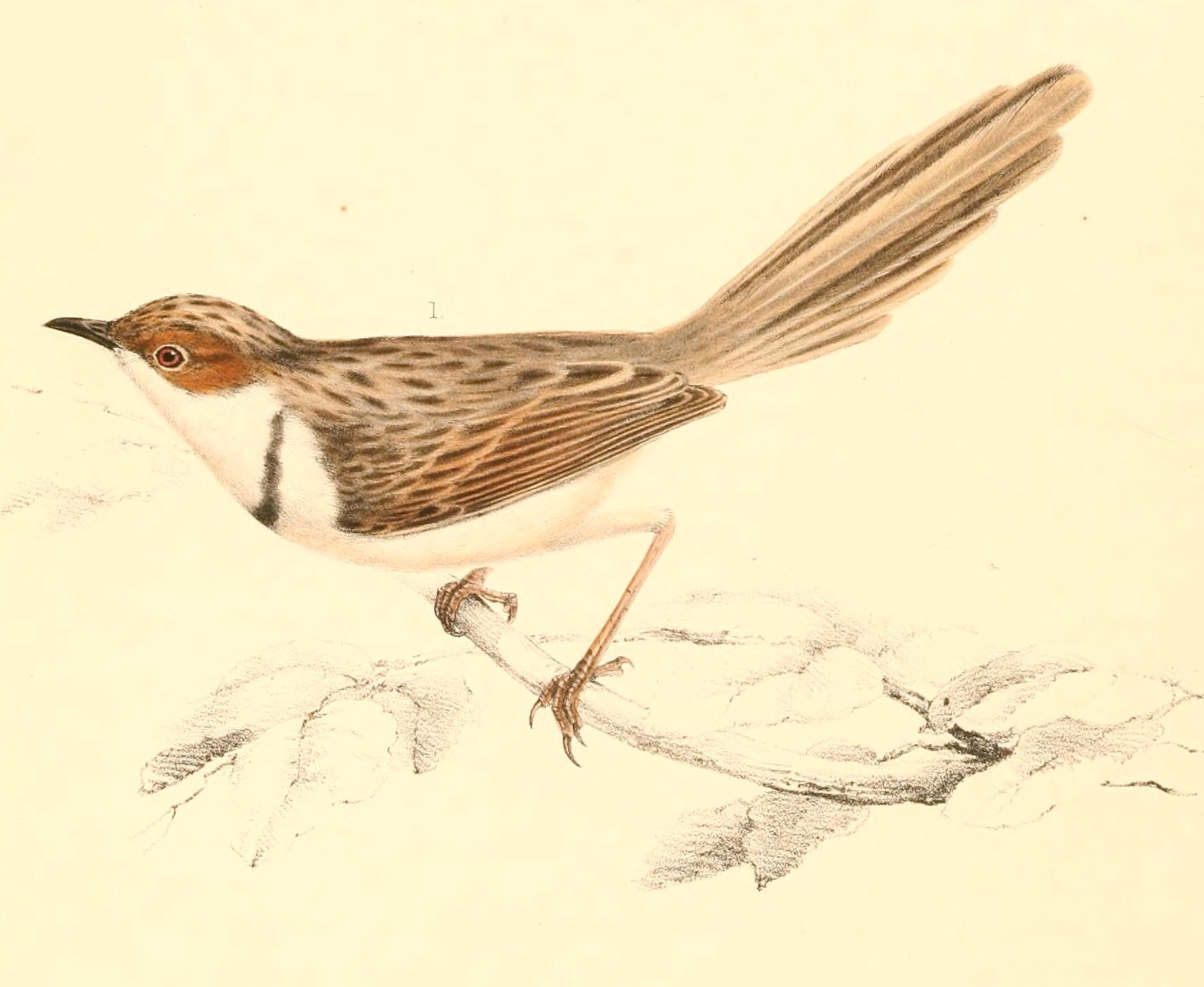
Рудощока принія

Довжина птаха становить 15 см, самці важать 10-12 г, самиці 9-11 г. Голова і задня частина шиї коричневі, поцятковані темно-рудими смужками, на скронях великі руді плями. Нижня частина тіла сірувато-біла, на грудях чорна смуга, взимку вона менш виражена. Верхня частина тіла сірувато-коричнева, поцяткована чорнувато-коричневими плямами. Хвіст довгий, тонкий, часто направлений вертикально, складається з 10 пар стернових пер, при цьому крайні пера на 5,6 см коротші за центральні. Очі червонувато-карі, дзьоб чорний, довжиною 11-13 мм, лапи рожевуваті.
У самиць плями на скронях світліші, а смуга на грудях вужча, ніж у самців. Молоді птахи мають блідіше забарвлення, ніж  дорослі птахи, живіт у них біліший, а смуга на грудях слабо виражена або відсутня. Представники підвиду M. p. ocularius вирізняються блідішим забарвлення, обличчя у них більш охристе, а нижня частина тіла біліша. Представники підвиду M. p. etoshae мають ще більш бліде забарвлення, пера у них мають жовтуваті краї.

## Підвиди
Виділяють три підвиди:
- M. p. etoshae (Winterbottom, 1965) — північна Намібія (від солончака Етоша до Дамараленда);
- M. p. ocularius (Smith, A, 1843) — південь Намібії і Ботсвани та північ ПАР;
- M. p. pectoralis Smith, A, 1829 — південь ПАР.

## Поширення і екологія
Рудощокі принії мешкають в Намібії, Ботсвані і Південно-Африканській Республіці. Вони живіуть на сухих луках, порослих низькорослими чагарниками, зокрема в напівпустелі Калахарі. Зустрічаються парами або невеликими сімейними зграйками. Живляться комахами, зокрема жуками, термітами, мурахами і метеликами, а також павуками, личинками, насінням і ягодами. В ПАР птахи гніздяться з січня по березень, в Ботсвані також в липні і жовтні, переважно після сезону дощів. Гніздо овальної форми з бічним входом, робиться зі стебел трави, листя і кори, встелюється м'яким рослинним матеріалом. скріплюється за допомогою павутиння. В кладці від 3 до 7 блакитнуватих яєць розміром 11×15 мм. Інкубаційний період триває 12-13 днів, пташенята покидають гніздо через 11 днів після вилуплення.